# Renan Ferreira
Thalles Renan Ferreira (Porangatu, Goiás; 23 de noviembre de 1989) es un artista marcial mixto brasileño que actualmente compite en la categoría de peso pesado de Professional Fighters League (PFL), donde fue el Campeón de Peso Pesado de PFL de 2023. Siendo un competidor profesional desde 2013, anteriormente compitió en Legacy Fighting Alliance (LFA).

## Carrera de artes marciales mixtas

### Professional Fighters League

#### Temporada 2021
Ferreira hizo su debut en la promoción contra Fabrício Werdum el 6 de mayo de 2021, en PFL 3. Inicialmente ganó la pelea por TKO en el primer asalto. Sin embargo, el resultado fue controversial ya que la repetición mostraba a Ferreira rindiéndose cuando Werdum lo tenía en un triangle choke antes de que Ferreira noqueara a Werdum. El 10 de mayo, el New Jersey State Athletic Control Board anunció que la victoria de Ferreira contra Werdum fue anulada por la controversial parada.
Ferreira estaba programado para enfrentar al Campeón de Peso Pesado de PFL de 2019 Ali Isaev el 25 de junio de 2021, en PFL 6. Sin embargo, Isaev fue obligado a retirarse de la pelea luego de no ser considerado médicamente apto para competir y fue reemplazado por el debutante Stuart Austin. A su vez, Austin se retiró de la pelea por razones no reveladas y fue reemplazado por Carl Seumanutafa. Ferreira ganó la pelea por decisión unánime.

#### Temporada 2023
Ferreira enfrentó a Rizvan Kuniev el 7 de abril de 2023, en PFL 2.  Inicialmente perdió la pelea por decisión unánime, pero el resultado fue cambiado a sin resultado cuando Kuniev falló un test de drogas.
Ferreira enfrentó a Matheus Scheffel el 16 de junio de 2023, en PFL 5. Ganó la pelea por KO en el primer asalto.
En las semifinales, Ferreira enfrentó a Maurice Greene el 18 de agosto de 2023, en PFL 8. Ganó la pelea por KO en el primer asalto.
En la final del torneo, Ferreira enfrentó a Denis Goltsov el 24 de noviembre de 2023, en PFL 10. Ganó la pelea, el título y el millón de dólares de premio por TKO en el segundo asalto.

#### PFL vs. Bellator
Ferreira enfrentó al Campeón Mundial de Peso Pesado de Bellator Ryan Bader el 24 de febrero de 2024, en PFL vs. Bellator. Ganó la pelea por TKO en 20 segundos del primer asalto.
Ferreira está programado para enfrentar al ex-Campeón Mundial de Peso Pesado de UFC Francis Ngannou el 19 de octubre de 2024, en PFL Superfight PPV.

## Campeonatos y logros
- Professional Fighters League
  - Campeonato de Peso Pesado de PFL de 2023

## Récord en artes marciales mixtas
| Récord profesional | Récord profesional | Récord profesional |
| 19 peleas          | 13 victorias       | 4 derrotas         |
| ------------------ | ------------------ | ------------------ |
| Nocaut             | 11                 | 2                  |
| Sumisión           | 1                  | 1                  |
| Decisión           | 1                  | 0                  |
| Descalificación    | 0                  | 1                  |
| Sin resultado      | 3                  | 3                  |

| Resultado     | Récord   | Oponente         | Método                    | Evento               | Fecha                    | Ronda | Tiempo | Localización                | Notas |
| ------------- | -------- | ---------------- | ------------------------- | -------------------- | ------------------------ | ----- | ------ | --------------------------- | --- |
| Derrota       | 13-4 (3) | Francis Ngannou  | KO                        | PFL Superfight PPV   | 19 de octubre de 2024    |       |        |                             | |
| Victoria      | 13–3 (3) | Ryan Bader       | TKO (golpes)              | PFL vs. Bellator     | 24 de febrero de 2024    | 1     | 0:21   | Riad                        | Ganó el súper título de Campeones de PFL vs. Campeones de Bellator. |
| Victoria      | 12–3 (3) | Denis Goltsov    | TKO (golpes)              | PFL 10               | 24 de noviembre de 2023  | 2     | 0:26   | Washington D. C.            | Ganó el Torneo de Peso Pesado de PFL de 2023. |
| Victoria      | 11–3 (3) | Maurice Greene   | KO (golpes)               | PFL 8                | 18 de agosto de 2023     | 1     | 4:46   | Nueva York, Nueva York      | Semifinal del Torneo de Peso Pesado de PFL de 2023. |
| Victoria      | 10–3 (3) | Matheus Scheffel | KO (puñetazo)             | PFL 2                | 16 de junio de 2023      | 1     | 0:50   | Atlanta, Georgia            | |
| Sin Resultado | 9–3 (3)  | Rizvan Kuniev    | Sin Resultado (anulado)   | PFL 2                | 7 de abril de 2023       | 3     | 5:00   | Las Vegas, Nevada           | Originalmente una victoria por decisión (unánime) para Kuniev; anulada luego de que diera positivo por sustancias prohibidas.                                                                                          |
| Derrota       | 9–3 (2)  | Ante Delija      | TKO (golpes)              | PFL 8                | 13 de agosto de 2022     | 1     | 1:41   | Cardiff                     | Semifinal del Torneo de Peso Pesado de PFL de 2022. |
| Sin Resultado | 9–2 (2)  | Klidson Abreu    | Sin Resultado (anulado)   | PFL 5                | 24 de junio de 2022      | 3     | 5:00   | Atlanta, Georgia            | Originalmente una victoria por decisión (unánime) para Abreu; anulada luego de que diera positivo por sustancias prohibidas.                                                                                           |
| Victoria      | 9–2 (1)  | Jamelle Jones    | KO (front kick y golpes)  | PFL 2                | 28 de abril de 2022      | 1     | 0:25   | Arlington, Texas            | |
| Victoria      | 8–2 (1)  | Stuart Austin    | KO (puñetazo)             | PFL 8                | 19 de agosto de 2021     | 1     | 0:31   | Hollywood, Florida          | |
| Victoria      | 7–2 (1)  | Carl Seumanutafa | Decisión (unánime)        | PFL 6                | 25 de junio de 2021      | 3     | 5:00   | Atlantic City, Nueva Jersey | |
| Sin Resultado | 6–2 (1)  | Fabrício Werdum  | Sin Resultado (anulado)   | PFL 3                | 6 de mayo de 2021        | 1     | 2:32   | Atlantic City, Nueva Jersey | Originalmente el resultado fue una victoria por TKO (golpes) para Ferreira; Más tarde, fue declarado nulo después de que se determinara que Ferreira se rindió ante un estrangulamiento triangular aplicado por Werdum |
| Victoria      | 6–2      | Jared Vanderaa   | Sumisión (triangle choke) | LFA 74               | 30 de agosto de 2019     | 2     | 2:37   | Riverside, California       | |
| Derrota       | 5–2      | Brett Martin     | DQ (golpes ilegales)      | LFA 70               | 28 de junio de 2019      | 1     | 3:14   | Madison, Wisconsin          | |
| Victoria      | 5–1      | Fabrício Almeida | TKO (golpes)              | Future FC 3          | 22 de marzo de 2019      | 2     | 3:57   | Indaiatuba                  | |
| Victoria      | 4–1      | Tiago Cardoso    | KO (golpes)               | NCE 30               | 15 de septiembre de 2018 | 1     | 1:39   | Río de Janeiro              | |
| Victoria      | 3–1      | Carlos Ruan      | KO                        | FLC 6                | 14 de diciembre de 2017  | 1     | 3:30   | Río de Janeiro              | |
| Derrota       | 2–1      | Vinicius Moreira | Sumisión (armbar)         | FAM Fight Night 1    | 3 de septiembre de 2016  | 1     | 3:37   | Goiânia                     | |
| Victoria      | 2–0      | Alexandre Sabara | TKO (retiro)              | Acai do Japa Fight 2 | 13 de diciembre de 2014  | 2     |        | Paranoá                     | |
| Victoria      | 1–0      | Marcio Marques   | TKO (golpes)              | MMA Fest: Porangatu  | 14 de diciembre de 2013  | 1     | 0:43   | Porangatu                   | |